# Leipziger Vierlinge
Die 2012 geborenen Leipziger Vierlinge sind die ersten bekannten monozygoten, monochorialen Vierlinge, die in Deutschland geboren wurden. Monozygot bedeutet dabei, dass sich die Vierlinge aus einer Eizelle entwickelten und monochorial, dass sie sich eine Plazenta teilten.
Unter der Leitung von Renaldo Faber wurden die vier Mädchen am 6. Januar mit identischen Erbanlagen im Leipziger Universitätsklinikum geboren.
Die 2017 in Leipzig geborenen Vierlinge sind viereiig.

## Schwangerschaftsverlauf und Geburt
Die natürliche Mehrlingsschwangerschaft mit einer gemeinsamen Plazenta verlief bis zur 28. Schwangerschaftswoche (SSW) problemlos und wurde im Zentrum für Pränatale Medizin Leipzig  intensiv betreut. Zwölf Ultraschall-Untersuchungen konnten die ungestörte Entwicklung aller Vierlinge bis zu diesem Zeitpunkt belegen. Nachdem sich akut ein Fetofetales Transfusionssyndrom zeigte, entschieden sich Renaldo Faber und Holger Stepan, die Kinder per Kaiserschnitt zu holen. Die vier Mädchen wogen bei der Geburt 1050 Gramm, 986 Gramm, 1050 Gramm und 1100 Gramm.

## Medizinisches Phänomen
Statistisch liegt die Wahrscheinlichkeit für monozygote, monochoriale Vierlinge bei 1:13.000.000 (s. Mehrlinge). Eine befruchtete Eizelle teilt sich erst zwischen dem 4. und 8. Tag der Schwangerschaft, so dass nur eine Plazenta entsteht (monochorial), aber  vier gleiche Embryonen in getrennten Fruchthöhlen (quadramnial) heranreifen. Nicht nur die Entstehung einer eineiigen Vierlingsschwangerschaft ist äußerst selten, sondern auch der ungestörte Verlauf bis zur Lebensfähigkeit aller Kinder. Deshalb ist die Geburt von monochorialen Vierlingen noch sehr viel seltener als die Häufigkeit des Auftretens. 
Geht man bereits bei monochorialen Zwillingen von einer kumulativen Häufigkeit verschiedener schwerer Komplikationen wie Fehlgeburt, Totgeburt, Wachstumsverzögerung, Präeklampsie und aller Formen des FFTS von ca. 30 bis 50 Prozent aus, ist das bei monochorialen Vierlingen in noch höherem Maße zu erwarten. Deshalb ist der völlig ungestörte Verlauf der Leipziger Vierlinge bis zur 28. SSW, ohne dass eine stationäre Betreuung im Krankenhaus notwendig war, außergewöhnlich.